# Gail Graham (Autorin)
Gail Brenda Graham (* 14. Mai 1941 in East Orange, New Jersey als Gail Brenda Tepperman; † 22. November 2022 in Ocala, Florida) war eine US-amerikanische Schriftstellerin und Journalistin.

## Karriere
Bereits in ihrer Schulzeit an der Columbia High School gewann Gail Graham 1956 mit einem Essay einen Wettbewerb auf nationaler Ebene.
Sie besuchte zweimal Vietnam als freie Journalistin. Bei einer dieser Reisen wurde sie von Vietcong gefangen genommen, konnte jedoch nach wenigen Tagen entkommen. Die Erfahrungen aus dieser Zeit ließ sie in ihr Buch Zwischen den Feuern einfließen. Das Buch erhielt 1974 den Jugendbuchpreis Buxtehuder Bulle für das beste Jugendbuch des Jahres. Das Buch wurde neben der deutschsprachigen Übersetzung auch ins Finnische, Französische und Norwegische übersetzt.

## Werke (Auswahl)
- The Beggar in the Blanket & Other Vietnamese Tales. Dial Press, 1970
- Cross-Fire: A Vietnam Novel. Random House, 1972
  - Zwischen den Feuern. Ravensburger Otto Maier, Aus dem Englischen von Gertrud Rukschcio. 1972
- A Cool Wind Blowing - The Early Life of Mao Tse-tung. Angus & Roberston, 1979
- A Long Season in Hell: The Battle to Save My Son. MacMillan, 1996
- Sea Changes. Jade Phoenix Publishing, 2009

## Auszeichnungen
- 1974: Buxtehuder Bulle für Zwischen den Feuern[2]

## Persönliches
Gail Graham wuchs mit einem Bruder auf. Sie war Mutter zweier Kinder. Bis 2002 lebte sie für 32 Jahre in Australien, wo sie 1991 an der Universität Melbourne promovierte und lange arbeitete. Sie starb als Witwe im November 2022 nach kurzer Krankheit.